# علف (فیلم ۱۹۹۹)
«علف» (انگلیسی: Grass) فیلمی در ژانر مستند است که در سال ۱۹۹۹ منتشر شد.